# 円城寺満
円城寺 満（えんじょうじ みつる、1908年3月16日 - 1983年7月13日）は、1940年代 - 1960年代にかけて活動した元プロ野球審判員。

## 来歴・人物
大連商業時代、夏の甲子園にエースとして出場、準優勝を果たす活躍をした（ベンチコーチは湯浅禎夫）。その後法政大学に進学。
終戦後、再開されたプロ野球の東西対抗戦に審判員として初登場。翌1946年に日本野球連盟に入局し審判員として活動、1950年の2リーグ制移行後はセントラル・リーグに転籍。1955年の東西二部制移行後は関東勤務の審判員となり1967年までつとめた。
審判員としてオールスターゲームや日本シリーズにも出場。中でも1961年の日本シリーズ第4戦9回表における“ボール判定”は球史に残る大事件とされている。

## 1961年日本シリーズでの判定
1961年10月29日に後楽園球場にて行なわれた読売ジャイアンツ（巨人）対南海ホークスの日本選手権シリーズ第4戦。
3-2で南海リードの9回裏二死満塁、この回途中から登板のジョー・スタンカが、打者宮本敏雄を2ストライクと追い込んで投じた外角低めを、宮本が見送った。ゲームセットと思った捕手野村克也は腰を浮かせたが球審の円城寺はボールの判定。これにバッテリーと鶴岡監督が抗議するが判定は覆らず、試合再開後のスタンカの投球を宮本が右翼に逆転サヨナラ適時打を放った。このときスタンカはベースカバーに入ると見せかけて円城寺に体当たりを食らわせた 。試合が終わるや否や南海の選手たちは円城寺に猛抗議をし、円城寺は関係者に守られながら球場を後にする。巨人はこのサヨナラ勝ちで3勝1敗になり、シリーズに王手をかけ、結局、当該判定がシリーズの分岐点となった。
第4戦の円城寺の判定に関して「円城寺　あれがボールか　秋の空」との句（詠み人知らず）が巷に広まった。
南海の監督であった鶴岡一人は、後年執筆した「私の履歴書」で、上記の円城寺への暴行について「暴力はいけないこと」と、スタンカの一球は「ストライクとも、ボールとも、どちらにでもとれる微妙なものだった」と認める一方で、「その後、円城寺さんは責任を感じられたのか、体を悪くして審判を辞められた。（中略）あるいは間違ったかな、という気になられたのではなかろうか」と書いている。
円城寺はボール判定の理由として「通常はストライクだが、風で早く沈んだのでボールだ。」と試合中、野村に語っている。

## 1967年9月20日中日対巨人第22回戦での判定
1967年9月20日に中日球場にて行なわれた中日ドラゴンズ対読売ジャイアンツ（巨人）の第22回戦。
1-3で巨人2点リードの7回表、ランナー一塁の場面で巨人の打者柴田勲がライナーで左翼線を破る長打コースの安打を放った。柴田は一塁を蹴って二塁を狙ったが一塁ランナーの金田正一が自重して二塁で止まっていたため、慌てて一塁に戻ってベースに滑り込んだ。ほぼ同じタイミングで中日の一塁手江藤慎一が送球を受け取り柴田をタッチしたところ、一塁塁審の円城寺はアウトの判定を下した。この判定に柴田と荒川博コーチ、牧野茂コーチが激昂し、円城寺に掴みかかって抗議したところ円城寺は判定をセーフに覆した。今度は中日の西沢道夫監督をはじめとする中日の首脳陣が激怒し、円城寺に猛抗議を行った。
円城寺は最初の判定は自分のミスと認めた上で判定を覆した理由を場内に説明したが中日サイドは納得せず、抗議をやめなかった。結局、抗議開始から1時間9分後に試合は再開されたが、審判に暴行を働いた柴田と西沢に退場が命じられた。
この騒動の中で円城寺は「自分が責任を取って辞める」と発言。その言葉通り、この試合を最後に審判員を引退した。
一塁ランナーとしてこの騒動に居合わせていた金田は、後に幾度となく審判との暴力沙汰を起こすが、この時の光景について「長年、野球一筋でやって来られた円城寺さんが殴られるのを見て、哀しくて見ていられなかった」とコメントした。